# Anthony Daniels
Anthony Daniels (Salisbury, 21 februari 1946) is een Engels acteur. Hij is vooral bekend geworden door zijn rol als C-3PO in de negen Star Wars films.

## Biografie
Al op jonge leeftijd wilde Daniels acteur worden. Op de lagere school was hij voornamelijk geïnteresseerd in het jaarlijkse toneelstuk. In de jaren 50 en 60 van de 20e eeuw werd acteren niet als toekomstvast beroep gezien. Onder invloed van zijn ouders koos hij voor een echte carrière, een rechtenstudie.
Na twee jaar zag Daniels zijn vermoedens bevestigd dat advocaat zijn niets voor hem was en hij brak zijn studie af. Hij ambieerde op dat moment een functie in het hotelwezen, maar ook dit gaf hem niet de bevrediging die hij zocht. Die bevrediging kreeg hij wel van het spelen in een amateurtoneelgezelschap. Op aanraden van een ander lid van het gezelschap ging hij drama studeren. Vooral voor pantomime en stemmentraining had hij goede leraren, iets waar hij later nog goed gebruik van zou maken.
Na het verlaten van zijn opleiding in 1974 won Daniels de prestigieuze Carlton Hobbs BBC Radio Award. Hierdoor kon hij lid worden van de vakbond en werd hij aangenomen bij de BBC radio.
Zijn eerste rol was die van een 65-jarige man in She Stoops to Conquer. Zijn tweede rol die van een veertienjarige jongen in Forget-me-not Lane. Deze rol bracht hem bij het National Theatre waarmee hij zowel in Engeland als daarbuiten optrad. Door een collega kreeg hij bericht dat George Lucas hem wilde zien voor een rol in een fantasyfilm die zou worden opgenomen in Engeland.

### Star Wars
George Lucas bleek vooral geïnteresseerd in zijn vaardigheden als pantomimespeler. Anthony Daniels was totaal niet geïnteresseerd. Hij had zelfs eens zijn geld teruggevraagd nadat hij de bioscoop was uitgelopen bij 2001: A Space Odyssey. Hij bedankte voor het gesprek zodat zijn tijd en die van George Lucas niet verspild zou worden.
Min of meer gedwongen door zijn manager ging het gesprek toch door. Het was voornamelijk een schets van het karakter C-3PO dat hij zou moeten gaan spelen in de film, die zijn interesse wekte. Hij zou later zeggen dat de donkere ogen van de robot diep in zijn ziel zouden hebben gekeken. Een dag later werd al begonnen met het aanmeten van het pak en een half jaar later was het pak gereed.
Gezien de vele moeilijkheden bij het filmen van Star Wars: Episode IV: A New Hope, was George Lucas niet in de gelegenheid om Daniels van commentaar te voorzien. Sir Alec Guinness die de rol van Obi-Wan Kenobi had, steunde Daniels. Later zou Lucas maanden bezig zijn met verschillende acteurs uit Hollywood om de stem van het personage C-3PO in te spreken. Uiteindelijk vond hij toch de stem van Anthony Daniels het beste bij het karakter passen en vroeg hem om de dialogen opnieuw in te spreken.
Het succes van de film ging enigszins voorbij aan Daniels. Zelf was hij niet gecharmeerd van het dragen van het oncomfortabele pak en de filmmaatschappij deed er alles aan om de indruk te wekken dat C-3PO een echte robot was. Nadat het draagcomfort van het pak was verbeterd, werkte Daniels mee aan de twee vervolgen: The Empire Strikes Back en Return of the Jedi.
Zijn deelname in The Phantom Menace bestond alleen uit zijn stem. Bij de opnames van de film was het toch handiger als er een echt karakter stond en bij de opnames van Attack of the Clones werd de computer gegenereerde C-3PO dan ook weer vervangen door Daniels in het robotpak. Ook aan Revenge of the Sith werkte Daniels weer mee. Daarmee is Anthony Daniels de enige acteur die in alle Star Warsfilms voorkomt.
Daniels heeft de rol van C-3PO ook buiten Star Wars om nog veel gespeeld. Zo werd hij een vriend van Big Bird (Pino) in de Amerikaanse versie van Sesamstraat, tapdanste hij in The Muppet Show, verscheen hij in de Disneyland attractie Star Tours – The Adventures Continue en dirigeerde het Londens Symfonie Orkest.
Hoewel Star Wars een groot deel van zijn acteercarrière heeft uitgemaakt, heeft hij tussendoor in tal van televisieseries en toneelstukken opgetreden.

## Optredens

### Radio, Cd, Internet
- Winner of the Carlton Hobbs BBC Radio Award
- BBC Radio Repertory Company
- The Star Wars Trilogy
- The Ghosts Of Albion
- Space 1899

### Films
- City Of The Dead (1960)
- Star Wars: Episode IV: A New Hope (1977)
- Star Wars: Episode V: The Empire Strikes Back (1980)
- Star Wars: Episode VI: Return of the Jedi (1983)
- Star Wars: Episode I: The Phantom Menace (1999)
- Star Wars: Episode II: Attack of the Clones (2002)
- Star Wars: Episode III: Revenge of the Sith (2005)
- Star Wars: The Clone Wars (2008)
- The Lego Movie (2014)
- Star Wars: Episode VII: The Force Awakens (2015)
- Rogue One: A Star Wars Story (2016)
- Star Wars: Episode VIII: The Last Jedi  (2017)
- Solo: A Star Wars Story (2018)
- Ralph Breaks the Internet (2018)
- Star Wars: Episode IX: The Rise of Skywalker (2019)

### Televisie
- Christmas Cherries
- The King's Glazier
- In the Pink
- Turning Year Tales
- William Wilson
- Singles
- Macbeth
- 3 Up Two Down
- Square Deal
- I Thought You'd Gone
- Country Diary of an Edwardian Lady
- The Famous Five
- The Adventures of Young Indiana Jones
- The Bill
- Prime Suspect IV
- Prime Suspect V
- The World of Eddie Weary
- Randall & Hopkirk Deceased
- Urban Gothic
- Holby City
- The Making of Star Wars
- Droids
- The Muppet Show
- Sesame Street
- The Osmond Show
- The Star Wars Holiday Special
- The Science of Star Wars
- Sesame Street
- Star Wars: The Clone Wars
- Star Wars Rebels
- Star Wars Forces of Destiny
- Star Wars Resistance
- Obi-Wan Kenobi
- Ahsoka
- The LEGO Star Wars Holiday Special
- LEGO Star Wars Summer Vacation
- LEGO Star Wars: Rebuild the Galaxy

### Theater
- She Stoops To Conquer
- Forget-me-not Lane
- Macbeth
- Much Ado About Nothing
- Rosencrantz & Guildenstern Are Dead
- PS Your Cat Is Dead
- The Boy Friend
- Blumengeister
- Siegried
- The Streets of London
- Dangerous Corner

Daarnaast heeft Anthony Daniels veel documentaires opgeluisterd en er stemmen voor ingesproken.
- Biblioteca Nacional de España: XX1613419
- Bibliothèque nationale de France: cb14168955t (data)
- Gemeinsame Normdatei: 1079634819
- International Standard Name Identifier: 0000 0001 1767 646X
- Library of Congress Control Number: n93113974
- MusicBrainz: 17913e5f-ad11-4f13-b178-a13f979388d5
- Nationale Bibliotheek van Tsjechië: xx0278896
- Nationale Bibliotheek van Israël: 987007435146905171
- Système universitaire de documentation: 189895314
- Virtual International Authority File: 65491928
- WorldCat: E39PBJwX8tgpfG4CQKgChtdhHC